# کنه رشید گل‌مراد
کندرشیدگلمراد، روستایی است از توابع بخش گهواره و در شهرستان دالاهو استان کرمانشاه ایران.
روستای کندرشیدگلمراد (تیمزتشک) در دهستان گوران قرار داشته و بر اساس سرشماری سال ۱۳۹۹ جمعیت آن (۲۵خانوار) ۱۵۰نفر
بوده است.
این روستا در ۱۷ کیلومتری شهر گهواره قرار دارد و در مسیر گهواره به کرمانشاه قرار دارد و نهمین روستای واقع شده از طرف گهواره به کرمانشاه در این مسیر می‌باشد.
روستای قبل از کنه رشیدگلمراد (تیمزتشک) کندرشیدفقی می‌باشد.
درآمد مردم این روستا نیز بیشتر کشاورزی و دامداری بوده.
این روستا دارای دبستان تا پایه پنجم ابتدایی نیز می‌باشد.